# Фаулі – Севернсайд (етиленопровід)
Фаулі — Севернсайд (етиленопровід) — трубопровід на півдні Англії, що обслуговував завод корпорації ICI.
У 1962 році стала до ладу піролізна установка в Фаулі на околиці Саутгемптона. Споживання виробленого нею етилену організували не лише на місці, але й неподалік від Бристоля. Сюди проклали трубопровід завдовжки 126 км, виконаний у діаметрі 150 мм, котрий живив завод оксиду етилену (оксирану) потужністю 35 тисяч тонн на рік. А станом на середину 1980-х на севернсайдському майданчику могли випускати 72 тисячі тонн оксирану та етиленгліколю. Втім, уже на початку 1990-х цей завод не вважався серед європейських виробників оксиду етилену.
Також можливо відзначити, що у 2010-му закрили й піролізну установку в Фаулі.